# Hüseyin Yıldırım
Hüseyin Yıldırım (* 10. März 1928 in Kırşehir, Türkei) ist ein ehemaliger türkischer Spion der DDR-Auslandsaufklärung mit dem Decknamen „Blitz“ (türkisch: Yıldırım).

## Berufliche Laufbahn
Ab den 1960er Jahren war er als Gastarbeiter in der Bundesrepublik Deutschland ansässig. Zunächst Meister bei Mercedes-Benz, übersiedelte er 1972 nach West-Berlin. Dort wurde er Kfz-Meister im Auto Craft Shop, der Selbsthilfewerkstatt für US-Soldaten in den Andrews Barracks in Berlin-Lichterfelde. Im Jahre 1979 bot er dem Auslandsnachrichtendienst der DDR seine Dienste an.
Yıldırım erhielt vom US-Unteroffizier James W. Hall (Deckname Paul), der in der zentralen Station der fernmeldeelektronischen Aufklärung der USA gegen die DDR in West-Berlin tätig war, streng geheime Unterlagen, die er der Hauptverwaltung A des Ministeriums für Staatssicherheit für 300.000 US-Dollar weitergab. 1987 schied er aus den Diensten der Amerikaner aus und zog in die USA. Vom DDR-Überläufer Manfred Severin wurde James W. Hall an den US-Militärgeheimdienst gegen Honorar verraten. Im Zuge der Ermittlungen wurde Yıldırım enttarnt, 1988 in den USA verhaftet und 1989 in Savannah (Georgia) zu lebenslanger Haft verurteilt. Der Richter schloss bei seinem Urteil ausdrücklich die Möglichkeit einer vorzeitigen Bewährung aus. Seine Haftzeit verbrachte Yıldırım im Hochsicherheitsgefängnis Pollock in Louisiana.
In Petitionen an den amerikanischen Gnadenstaatsanwalt setzte sich Markus Wolf nach der Wende ebenso für Yıldırım ein wie der türkische Staat. 2003 wurde er in die Türkei zur weiteren Haftverbüßung überstellt, wo er bald darauf aus der Haft entlassen wurde.